# Susan Orlean
Susan Orlean (Cleveland, 31 ottobre 1955) è una scrittrice e giornalista statunitense.

## Biografia
Nel 1982 Susan Orlean si è trasferita a Boston, dove è diventata editrice per il Boston Phoenix e il The Boston Globe. Nel 1990 è uscito il suo primo libro, Saturday Night, e nello stesso anno si è trasferita a New York, entrando a far parte dello staff della rivista The New Yorker due anni più tardi. Nel 1998 è stato pubblicato Il ladro di orchidee: il libro è stato utilizzato per la sceneggiatura del film omonimo di Spike Jonze, nel quale la stessa scrittrice è interpretata da Meryl Streep, che ha vinto un Golden Globe come migliore attrice non protagonista nel 2003 per la sua interpretazione. Il suo articolo "Life's Swell", scritto per il Women's Outside, è stato usato come base della pellicola del 2002 Blue Crush. Nel 2014 le è stato conferito il Guggenheim Fellowship. Ad ottobre 2018 è uscito The Library Book, riguardante un incidente della libreria pubblica di Los Angeles avvenuto nel 1986, da cui sarà tratto un adattamento televisivo per la Paramount.

## Opere
- (EN) Saturday Night, Great Time Books, 1997, ISBN 9780735100091.
- (EN) Il ladro di orchidee, Random House, 1998, ISBN 9780679447399.
- (EN) The Bullfighter Checks Her Makeup, Random House, 2002, ISBN 9780375758638.
- (EN) My Kind of Place: Travel Stories from a Woman Who's Been Everywhere, Random House, 2005, ISBN 9780812974874.
- (EN) Animalish, Kindle Single, 19 maggio 2011.
- (EN) Rin Tin Tin: The Life and the Legend, Simon Schuster, 2011, ISBN 9781439190135.
- (EN) The Floral Ghost, Planthouse, ISBN 9780986281495.
- (EN) The Library Book, Simon & Schuster, 2018, ISBN 9781476740188.